# Gaafu Dhaalu
Huvadhu Atholhu Dhekunuburi (Süd-Huvadhu-Atoll), mit der Thaana-Kurzbezeichnung ގދ (Gaafu Dhaalu bzw. Gaafu Dhaal), ist ein Verwaltungsatoll (Distrikt) im Süden der Malediven.
Es umfasst den südlichen Teil des großen Huvadhu-Atolls. Die Einwohnerzahl beträgt etwa 11.000 (Stand 2006).
Neun Inseln sind bewohnt, neben dem Verwaltungshauptort auf der Insel Thinadhoo (4442 Einwohner) sind dies Faresmaathodaa, Fiyoari, Gadhdhoo, Hoadedhdhoo, Madeveli, Nadallaa, Rathafandhoo und Vaadhoo. Insgesamt umfasst der Distrikt 147 Inseln.
Nördlich schließt sich die Provinz Gaafu Alif unmittelbar an, welche den Nordteil des Huvadhu-Atolls umfasst. Etwa 55 km südlich liegt die Provinz Gnaviyani.